# Eva Rivas
Eva Rivas, pseudonimo di Valerija Aleksandrovna Rešetnikova-Caturjan (in armeno: Վալերիա Ռուստետնիկովա-Ծատուրյան, in russo Валерия Александровна Решетникова-Цатурян?; Rostov sul Don, 13 luglio 1987), è una cantante e modella russa naturalizzata armena.

## Biografia
È nata a Rostov sul Don il 13 luglio 1987 da madre armena e padre di origini russe e greche. 
E'alta 1,96 cm. Ha assunto il suo nome d'arte prendendo il cognome della sua bisnonna greca.
Il 14 febbraio 2010 ha ottenuto il diritto di rappresentare l'Armenia all'Eurovision Song Contest 2010 di Oslo, dopo aver vinto la selezione nazionale con la canzone Apricot Stone. Si è classificata in settima posizione con 141 punti.
Ha sperato di rappresentare nuovamente l'Armenia all'Eurovision Song Contest 2012, tuttavia, a causa del conflitto con l'Azerbaigian per il Nagorno-Karabakh, in quell'anno l'Armenia ha rinunciato alla partecipazione.
Ha fatto parte della giuria di The Voice of Armenia.